# Hingham (Massachusetts)
Hingham – miasto w Stanach Zjednoczonych, w stanie Massachusetts, w hrabstwie Plymouth.